# Andre De Grasse
Andre De Grasse (sinh ngày 10 tháng 11 năm 1994) là vận động viên chạy nước rút người Canada. Anh giành huy chương đồng nội dung chạy 100m và 4x100m tiếp sức, và Huy chương bạc nội dung 200m tại Thế vận hội Mùa hè 2016 tổ chức tại Rio de Janeiro, Brasil. De Grasse cũng là quán quân của Đại hội Thể thao Liên châu Mỹ tại các nội dung chạy 100 và 200m. Anh cũng là nhà vô địch Canada các nội dung 100 và 200m, đồng thời giữ kỷ lục quốc gia này ở nội dung 200m. De Grasse cũng từng giành Huy chương đồng tại Đại hội điền kinh World Track 2015 ở Bắc Kinh.
De Grasse cũng là vận động viên điền kinh đầu tiên của Canada giành tới 3 huy chương tại một kỳ Thế vận hội, vượt qua kỷ lục giành 2 huy chương của các vận động viên Donovan Bailey và Percy Williams.